# 霍斯特-乌尔里希·黑内尔
霍斯特-乌尔里希·黑内尔（德語：Horst-Ulrich Hänel，1957年6月3日—），德国男子曲棍球运动员。他曾代表西德参加1984年和1988年夏季奥林匹克运动会曲棍球比赛，获得二枚银牌。